# Ischyrocerus pachtusovi
Ischyrocerus pachtusovi är en kräftdjursart. Ischyrocerus pachtusovi ingår i släktet Ischyrocerus och familjen Ischyroceridae. Inga underarter finns listade i Catalogue of Life.